# 莫比尔河
莫比尔河（英語：Mobile River）位于美国亚拉巴马州的南部，由汤比格比河和亚拉巴马河的汇合形成，长约72km，流域面积约110,000平方千米，覆盖了阿拉巴马州的大部分地区，其流域还延伸到密西西比州、喬治亞州和田纳西州，在流域全部位于美国国内的大河中排名第四。